# Heliophanus japonicus
Heliophanus japonicus là một loài nhện trong họ Salticidae.
Loài này thuộc chi Heliophanus. Heliophanus japonicus được Kyukichi Kishida miêu tả năm 1910.